# Phong Tân
Phong Tân là một xã cũ thuộc thị xã Giá Rai, tỉnh Bạc Liêu, Việt Nam.

## Địa lý
Xã Phong Tân nằm ở phía đông bắc thị xã Giá Rai, có vị trí địa lý:
- Phía đông giáp phường Láng Tròn và xã Phong Thạnh Đông
- Phía tây giáp xã Phong Thạnh và xã Phong Thạnh A
- Phía nam giáp Phường 1
- Phía bắc giáp huyện Phước Long.

Xã Phong Tân có diện tích 53,85 km², dân số năm 2022 là 15.829 người, mật độ dân số đạt 293 người/km².

## Hành chính
Xã Phong Tân được chia thành 10 ấp: 5, 14, 15, 16A, 16B, 17, 18, 19, 20, 21.

## Lịch sử
Ngày 4 tháng 4 năm 1979, Hội đồng Chính phủ ban hành Quyết định số 142-CP về việc chia xã Phong Thạnh Đông thành 5 xã: Phong Nam, Phong Tân, Phong Phú, Phong Quý và Phong Thạnh Đông.
Ngày 13 tháng 4 năm 1991, Ban Tổ chức Chính phủ ban hành Quyết định số 183/QĐ-TCCP về việc sáp nhập xã Phong Nam vào xã Phong Tân.
Ngày 6 tháng 11 năm 1996, Quốc hội ban hành Nghị quyết về việc chia tỉnh Minh Hải thành tỉnh Bạc Liêu và tỉnh Cà Mau. Khi đó, xã Phong Tân thuộc huyện Giá Rai, tỉnh Bạc Liêu.
Ngày 15 tháng 5 năm 2015, Ủy ban Thường vụ Quốc hội ban hành Nghị quyết số 930/NQ-UBTVQH13 về việc thành lập thị xã Giá Rai thuộc tỉnh Bạc Liêu. Xã Phong Tân trực thuộc thị xã Giá Rai.